# Белингсхаузен (море)
Вижте пояснителната страница за други значения на Белинсхаузен.
Море Белингсхаузен (на английски: Bellingshausen sea) е периферно море в Тихоокеанския сектор на Южния (Арктически) океан край бреговете на Западна Антарктида – Земя Елсуърт и Земя Александър I. Простира се между 67° и 102°з.д., а приблизителната му граница на север се прекарва по Южната полярна окръжност. Дължина от изток (Антарктически полуостров) на запад (полуостров Търстън) около 1350 km, ширина около 750 km, площ 487 хил.km2, максимална дълбочина 4470 m. Бреговете му са планински, обградени с шелфови ледници. На север е разположен остров Петър І, а на изток остров Земя Александър I. Температурата на водата е около 0 °C, а на юг – под –1 °C. Солеността през лятото (декември – март) е около 33,5‰. Морските течения образуват кръговрат по часовниковата стрелка. Почти през цялата година голяма част от него е заета от плаващи морски ледове и айсберги, които през зимните и пролетните месеци покринат цялата му площ. Море Белингсхаузен е открито през януари 1821 г. от руската полярна експедиция на Фадей Белинсхаузен и Михаил Лазарев и много по-късно през 1960-те години е наименувано в чест на ръководителя на експедицията.